# Sågkärret
Sågkärret är en sjö i Nyköpings kommun i Södermanland och ingår i Kilaåns huvudavrinningsområde. Sjön är 1,9 meter djup, har en yta på 0,0543 kvadratkilometer och befinner sig 60,5 meter över havet. Sjön avvattnas av vattendraget Vretaån.

## Delavrinningsområde
Sågkärret ingår i det delavrinningsområde (651400-153653) som SMHI kallar för Ovan 651312-153907. Medelhöjden är 60 meter över havet och ytan är 12,47 kvadratkilometer. Räknas de 8 avrinningsområdena uppströms in blir den ackumulerade arean 33,54 kvadratkilometer. Vretaån som avvattnar avrinningsområdet har biflödesordning 2, vilket innebär att vattnet flödar genom totalt 2 vattendrag innan det når havet efter 34 kilometer. Avrinningsområdet består mestadels av skog (76 procent) och jordbruk (11 procent). Avrinningsområdet har 0,05 kvadratkilometer vattenytor vilket ger det en sjöprocent på 0,4 procent. Bebyggelsen i området täcker en yta av 0,1 kvadratkilometer eller 1 procent av avrinningsområdet.